# Lycosa koyuga
Lycosa koyuga là một loài nhện trong họ Lycosidae.
Loài này thuộc chi Lycosa. Lycosa koyuga được Fernando McKay miêu tả năm 1979.